# Tetragnatha rouxi
Tetragnatha rouxi là một loài nhện trong họ Tetragnathidae.
Loài này thuộc chi Tetragnatha. Tetragnatha rouxi được miêu tả năm 1924 bởi Berland.